# Nurettin Yılmaz
Nurettin Yılmaz ist ein ehemaliger türkischer Fußballspieler.
Yılmaz spielte in den 1970er-Jahren für Galatasaray Istanbul und Adanaspor in der 1. Liga. Später wechselte er in die 2. Liga spielte für Gaziantepspor und Düzcespor.